# Rejmyre
Rejmyre – miejscowość (tätort) w Szwecji, w regionie administracyjnym (län) Östergötland, w gminie Finspång.
Według danych Szwedzkiego Urzędu Statystycznego liczba ludności wyniosła: 886 (31 grudnia 2015), 875 (31 grudnia 2018) i 888 (31 grudnia 2019).